# The Recall
The Recall è un film del 2017 scritto e diretto da Mauro Borrelli.

## Trama
Un gruppo di cinque amici decide di trascorrere il fine settimana in una baita nei boschi vicino ad un lago. Nello stesso momento strani effetti atmosferici accadono in tutto il mondo, non è altro che una invasione aliena. Gli amici s'imbattono in uno strano personaggio che non è altro che un ex astronauta che vive tra i boschi cacciando ed aspettando l'invasione di cui era a conoscenza da tempo. Uno dopo l'altro i cinque amici vengono rapiti e trasportati sulla navicella aliena. Al loro risveglio si ritrovano con strane cicatrici sul corpo simili a quelle dell'astronauta e con strani poteri. Decidono di rientrare a casa, ma lungo la strada vengono fermati ad un posto di blocco visto che l'ordine delle autorità è quello di mettere in quarantena tutti i rapiti. I ragazzi capiscono che gli agenti hanno l'ordine di ucciderli ma aiutati dall'astronauta che aveva sempre profetizzato l'invasione riescono a fuggire.